# Microchrysa cyaneiventris
Microchrysa cyaneiventris är en tvåvingeart som först beskrevs av Zetterstedt 1842.  Microchrysa cyaneiventris ingår i släktet Microchrysa och familjen vapenflugor. Arten är reproducerande i Sverige. Inga underarter finns listade i Catalogue of Life.